# 商业承兑汇票
商业承兑汇票，简称商票，是一种中国大陆特有的汇票。根据中国人民银行的定义，商业承兑汇票是法人及其他组织签发的，银行以外的人承兑的，由付款人在指定日期无条件支付确定的金额给收款人或持票人的票据。

## 历史

### 起源
商业承兑汇票可以追溯到1930年代的中国。当时的上海市场流行“赊销”为销售手段，即客户凭口头信用赊账提货，商家在端午、中秋、除夕三节统一结账。由于口头赊账无法保证信用，因此上海的西药行业在交易时要求新客户现款提货，老客户则可以记账赊销，外地老客户每年三节结账，结清才能再提货，而本地客户则两月一结。另外，上海永安百货等商店商场采用了“信用折”的手段，客户凭借商家发放的信用折可以赊账买东西，以此扩大自身销售业绩。当时中国银行业的抵押贷款业务以商品和不动产为主，流通性较差且不易识别价值，市场票据化的证券化的抵押物较少。1930年底，上海交通银行开始推广商业汇票，提出了甲乙两种商业汇票，分别为银行承诺汇票和商业承兑汇票的雏形，然而不久九一八事变爆发，上海市场受此影响信用急剧紧缩几于崩溃。由于融资极为困难，1932年国产搪瓷营业所成为第一个发行商业承兑汇票的企业，希望借用票据化将账面呆帐改为可以流通的债权，虽然响应商票发行的并不多，但大众对商票的认知度和认可度也在提高。1934年白银风潮发生，中国国内白银大量流出导致市场货币短缺，大量企业因为缺乏现金出现流动性危机，在此背景下上海绸缎业同业公会首倡商票支付，尔后电机丝织业、蛋业群起响应，然而最终结果并不尽如人意。1936年为了巩固社会信用，提高资金效率，中国联准会联合34家银行筹办民营的上海银行票据承兑所，对市面上各种商业汇票提供贴现服务，1941年6月25日联准会以通货膨胀为由关闭承兑所。

### 当代发展
当代中国的商业承兑汇票起源于改革开放，1979年人民银行批准部分企业签发商业汇票，1980年下半年开始央行上海分行拟定《票据承兑、 贴现试行办法》并经由北京总行批准试行，1981年2月人民银行上海市杨浦区办事处和黄浦区办事处就办理了第一笔同城商业承兑汇票贴现。由于当时上海服装行业销售困难，纺织行业受到欠款拖累，因此上海分行在这两个行业开始试点推广。1984年12月，中国人民银行下发《商业汇票承兑、贴现暂行办法》，于1985年4月1日开始在全国范围内统一推行商业承兑汇票和银行承兑汇票业务，然而商票的全国推广并不顺利——由于没有法律依据和相关制度，票据纠纷频发，企业也对商业信用持疑虑，因此不愿意使用商票。1994年开始，中国人民银行在“五行业、四品种”领域推广商票，次年人大颁布了《票据法》规范了票据市场，然而这一时期虽然票据市场规范有序，但受到国企改制、经济改革以及大量破产潮影响，企业信用下降拖累商票发行，因此在2000年以后政府开始鼓励通过企业信用捆绑银行信用发行商票，这一时期企业商票很大程度上依赖于银行是否允许贴现兑付。